# スプリングデール郡区 (アイオワ州シーダー郡)
スプリングデール郡区は、アメリカ合衆国、アイオワ州、シーダー郡にある17の郡区の一つである。2000年の国勢調査で、人口は2857人だった。

## 地理
スプリングデール郡区は、94.2平方キロメートル（36.37平方マイル)で、West Branchが含まれる。
アメリカ地質調査所によると、この郡区はChamnessとDowneyとHickory GroveとOld FriendsとSpringdaleとWest Branchの6つの霊園が含まれる。
非法人地域のSpringdaleが、反奴隷制運動の歴史的に重要であった。